# صبور زمانی
صبور زمانی (متولد ۱۹۵۵ در بغلان) فعال حقوق بشر، پژوهشگر و کنشگر آلمانی-افغان است. وی در دانشگاه آزاد برلین به تحصیل علوم پرورشی پرداخت و پس از فارغ‌التحصیل شدن در سازمان‌های مختلف پناهندگان در آلمان به ارائهٔ خدمات مراقبتی به عنوان مددکار و سرپرست اجتماعی-آموزشی مشغول به کار شد.
زمانی در سال ۱۹۸۸ خانه فرهنگ افغانستان را همراه با دوستانش بنیانگذاری کرد که در زمینه‌های حقوق بشر، حقوق پناهندگی و حقوق مدنی در شهرهای برلین و هامبورگ در آلمان فعالیت دارد. او از مخالفان جنگ غرب در افغانستان می‌باشد و در مصاحبه ای با اشپیگل آنلاین در سال ۲۰۰۱، دولت آلمان را نقد کرده و خواستار شد تا نیازهای افغان‌ها «برای زندگی، نه برای مرگ» فراهم شود.